# 野間清六
野間 清六（のま せいろく、1902年2月12日 - 1966年12月13日）は、日本の美術史家。日本美術史、彫刻史を研究。

## 経歴
1902年、滋賀県生まれ。青山立愍の二男として生まれた。幼名は次郎。3歳の時に野間家の養子となった。1930年、東京帝国大学美学美術史学科を卒業。
卒業後の1931年、東京帝室博物館（のち東京国立博物館）の鑑査官補となった。1938年、同館鑑査官に昇進。1941年より東京国立博物館美術課長。1951年にサンフランシスコで日本古美術展(サンフランシスコ講和条約締結記念展、デ・ヤング記念博物館)が開催された際にはそれに伴い渡米。また同1951年より国立博物館普及課長、1957年より学芸部長。1969年、東京国立博物館を定年退職した。
その後も1959年より務めていた文化財専門審議会専門委員として文化財に関する保護・提言にあたると同時に、退職後は女子美術大学教授として教鞭をとった。1966年、脳軟化症のため慶應義塾大学病院で死去。

## 受賞・栄典
- 1957年：シュヴァリエ・ド・ノワール勲章を受章。
- 1966年：従四位勲三等旭日中綬章。

## 著書
- 『日本仮面史』 芸文書院 1943
- 『日本彫刻の美』 不二書房 1943　のち角川文庫
- 『日本美術の認識』 目黒書店 1944 (東洋文化叢書)
- 『青い玉の少女』 東京堂 1947
- 『美を慕ふ者へ 美を営む者へ』 朝日新聞東京本社 1947
- 『古仏の微笑』 圭文社 1948
- 『御物金銅仏』 便利堂 1952
- 『日本の絵画』 創元社 1953
- 『日本の面』 1953 (創元選書)
- 『土の芸術 土偶・土器・埴輪』 美術出版社 1954
- 『偽物・真物 美術鑑定二十年』 朝日新聞社 1954 (朝日文化手帖)
- 『面』 1956 (講談社版アート・ブックス)
- 『日本美術館』 修道社 1956
- 『飛鳥・白鳳・天平の美術』 至文堂 1958 (日本歴史新書)
- 『日本美術大系 第2巻 彫』刻 講談社 1959
- 『にせものほんもの』 朝日新聞社 1961
- 『日本の美術』第16 小袖と能衣装 平凡社 1965

## 共編著
- 『埴輪美』[3] 聚楽社 1942
- 『日本美術辞典』 谷信一共編 東京堂 1952
- 『近代日本美術全集』 第5巻 彫刻篇 東都文化交易 1954
- 『大観 横山大観』 講談社版アート・ブックス 1955
- 『墨の芸術』 東都文化出版 1955 (近代美術叢書)
- 『図説世界文化史大系 第22 日本 第3』 遠藤元男共編 角川書店 1959
- 『図説世界文化史大系 第23 日本 第4』 北島正元共編 角川書店 1959
- 『世界美術全集 第3巻 第3 日本 第3(奈良)』 角川書店 1961
- 『世界美術大系 第11巻 日本美術』 講談社 1963
- 『日本近代絵画全集 第18巻 下村観山・川合玉堂』講談社 1963
- 『日本近代絵画全集 第23巻 安田靫彦・小林古径』講談社 1963
- 『美術鑑定事典』 谷信一共編 東京堂 1963
- 『図説茶道大系 第5 茶の美術と工芸』 小山富士夫共編 角川書店 1964
- 『世界美術 第20 民芸』講談社 1965
- 『世界美術 第21 日本 奈良-鎌倉』講談社 1965
- 『鑑賞・奈良』 至文堂 1965
- 『版世界美術 第22 日本 室町-明治』講談社 1966
- 『国宝日本の名画第1-6』 河北倫明・中村渓男共編 集英社 1966-1967

## 参考
- 日本人名大辞典、文藝年鑑